# Strada statale 19 ter Dorsale Aulettese
La strada statale 19 ter Dorsale Aulettese è una strada statale italiana.

## Storia
In seguito al decreto legislativo n. 112 del 1998, dal 17 ottobre 2001 l'arteria è stata declassata assumendo la denominazione di strada regionale 19 ter; dal 22 ottobre 2001 le competenze sono state devolute alla Provincia di Salerno. La strada è rientrata nella gestione ANAS nel 2018.

## Percorso
Il tracciato è lungo 13,632 km e, iniziando presso Polla, termina in località Ponte San Cono nel comune di Buccino.